# Sury-en-Vaux
Sury-en-Vaux è un comune francese di 743 abitanti situato nel dipartimento del Cher, nella regione del Centro-Valle della Loira.

## Società

### Evoluzione demografica
Abitanti censiti